# Ethylene-Pipeline ARG (Германия)
Трубопроводная компания по транспортировке этилена (нем. ARGmbH & Co. KG) — ранее компания Aylene Pipeline Company (нем. Aethylen-Rohrleitungsgesellschaft) — эксплуатирует этиленовый трубопровод в Германии, Бельгии и Нидерландах, который связывает производителей этилена в Роттердаме и Антверпене с потребителями этилена в центральной части Бельгии, в Южной Голландии, а также в регионе Кёльна и Рурской области. Из Кёльна через отдельную южную ветвь, эксплуатируемую другим собственником, этилен поставляется в юго-западную Германию (Франкфурт / Людвигсхафен) и Баварию (Ингольштадт / Бургхаузен). Общая протяжённость трубопроводной системы ARG около 500 км и по ней ежегодно транспортирует от 1,7 до 2,0 млн. тонн этилена между его производителями и потребителями. После основания компании 14 ноября 1968 года и завершения строительства трубопровода в 1974 году он эксплуатируется двадцатью нефтехимическими предприятиями с оборотом около 35 миллионов евро.

## Этилен и продукты его переработки
Этилен (C2H4) — бесцветный, слегка сладковатый газ, который не токсичен и не загрязняет воду. Он производится на нефтеперерабатывающих заводах путем термического крекинга, в частности нафты из нефтепродуктов. Этилен служит основой для производства различных пластиков, таких, например, как полиэтилен (ПЭ), полистирол (ПС) и поливинилхлорид (ПВХ). Из этилена  выпускают полиэтиленовые пакеты, бутылки для напитков, упаковочные материалы, плёнки всех видов, автомобильную фурнитуру, напольные покрытия, изоляционные материалы, моющие и чистящие средства. Основными потребителями этилена являются промышленность пластмасс, автомобильная и химическая промышленность.

## Инфраструктура
Трубопровод транспортирует этилен для примерно 20 пользователей по принципу «открытого доступа» и «общего перевозчика». Это делает трубопровод ARG доступным для всех производителей и потребителей этилена при одинаковых условиях транспортировки. Трубопроводная система ARG напрямую связывает семь из десяти крупнейших в мире нефтехимических гигантов (BASF, Dow Chemical, ExxonMobil, LyondellBasell, SABIC, Shell и Ineos), с производственной (крекерной) мощностью около 10 млн тонн. Начальной точкой маршрута является нефтехимический комбинат Роттердама, напрямую связанный с одним из крупнейших в мире морских торговых портов, куда прибывают нефтеналивные суда со всего мира, в том числе и супертанкеры.

## Акционеры
- 20 % BASF
- 20 % INEOS Manufacturing Deutschland GmbH
- 20 % SABIC Petrochemicals B. V.
- 20 % SASOL Solvents Germany GmbH
- 20 % Westgas GmbH (Марль)

## Этиленовый трубопровод ARG

### Технические характеристики
- Длина трубопровода: 496 км.
- Диаметр: 10 дюймов (DN 250).
- Изоляция: битум / полиэтилен.
- Рабочая температура: от 5 °C до 40 °C.
- Максимальное рабочее давление: 100 бар.
- Пропускная способность: около 2,5 млн. тонн/год.
- Клапанные станции: около 85.

### Технология
Трубопровод (с двумя нитками длиной 80 км в Бельгии) имеет диаметр 25 см (в Бельгии около 30 см). Для обеспечения безопасности в трубопроводе имеется около 85 электронно-блокируемых направляющих. Толщина стенки составляет не менее 8,8 мм с коэффициентом безопасности выше нормы. Линия обычно имеет перекрытие толщиной 1 м. Передача данных о безопасности и эксплуатации проходит по двум резервным "путям связи". 24-часовая диспетчерская (операционный центр), укомплектованная как минимум двумя специалистами, контролирует всю трубопроводную систему. Маршрут визуальной проверки составляется с периодическими интервалами и осуществляется на вертол#тах не реже одного раза в 14 дней.

### Система безопасности
Безопасность при эксплуатации трубопроводной системы ARG обеспечивается большим количеством мер, которые, как минимум, соответствуют требованиям соответствующих национальных правил. Как правило,проверка трассы этиленопровода ARG происходит чаще, чем предписано правилами. Все мероприятия по мониторингу и проверке регулярно проверяются экспертами организаций по техническому надзору. Техническую поддержку оказывают представители-специалисты концерна Evonik в Германии и Petrochemical Pipeline Services B.V. в Нидерландах и Бельгии. Поставщики услуг сертифицированы в соответствии с DIN EN 9001 и 14001.

## Правила и обязательства
В Германии трубопроводная система подчиняется Постановлению о трубопроводных системах (RohrFltgV) и Техническим правилам по прокладке трубопроводов (TRFL). В Нидерландах применяются правила решения BEVB (Besluit externe veiligheid Buisleidingen) и NEN 3650, а в Бельгии "Основной закон" (Basiswet 12 апреля 1965 года) и Королевский указ о трубопроводах.
С учетом этих правил и Технических правил, ARG разработала свод правил для всех пользователей системы передачи - "Общие условия передачи энергии" (АБР). Они определяют единый стандарт в отношении качества продукции, измерительных систем, безопасного подключения и т. д. Каждый филиал и пользователь системы соглашаются соблюдать АБР. В дополнение к техническим спецификациям АБР включает специальные статьи договора о транспортировке. К этим ключевым моментам относятся качество подачи, обработка давлением и температурой, выполнение и расчет транспортировки, а также вопросы ответственности.

## История
- 1968 Основание Aethylen-Rohrleitungs-Gesellschaft mbH & Co. KG. 14 ноября.
- 1970 Ввод в эксплуатацию первого участка (Гельзенкирхен-Дормаген).
- 1971 Ввод в эксплуатацию участка Дормаген-Бек. Январь.
- 1972 Ввод в эксплуатацию участка Беек-Тессендерло (январь) и Тессендерло-Экерен (май) и Лёвених-Весселинг (август).
- 1973 Ввод в эксплуатацию участка Экерен-Лилло и Ботроп-Холтен.
- 1974 Ввод в эксплуатацию участка Ботроп-Холтен — Райнберг.
- 1975 Введение в восточной части системы давления в 100 бар.
- 1976 Перекачка впервые более 500 тысяч тонн.
- 1978 Ввод в эксплуатацию последнего участка.
- 1985 Перекачка впервые более 1 млн. тонн.
- 1986 Завершение системы калибровки ARG в Антверпене.
- 1987 Вывод из эксплуатации компрессорной станции Антверпена.
- 1991 Ввод в эксплуатацию так называемой "второй линии" в Бельгии (от Антверпена до Кемпена около 80 км).
- 1993 Начало реконструкции запирающих станций в восточной сети (перевод с ручного на электронный режим).
- 1994 Создание пула запасных частей для измерительных станций.
- 1995 Установка аппаратно-программного проекта CLEO.
- 1999 Введение обязательства публичности; деятельность ARG с 2000 года подлежит гласности.
- 2000 Основана EPDC (Европейская компания по разработке трубопроводов).
- 2001 Создание управления, независимого от акционеров; объем передачи впервые превысил 1.5 млн. тонн в год.
- 2002 Перенос офиса в Дуйсбург. Создание филиала ARG NL (в Нидерландах). Частичная смена акционеров: в качестве членов-учредителей входят BASF и Sasol.
- 2003 Создание акционерной RC2 (50% трубопроводной компании ARG NL  50% Роттердамского порта). Начало транспортировки из Антверпена в Роттердам. Смена названия на ARGmbH & Co. KG и ARG Verwaltungs GmbH.
- 2007 Перекачка впервые более 2 млн. тонн.
- 2009 Ввод в эксплуатацию PRG Propylene Pipeline Ruhr GmbH & Co. KG, — нефтехимической линии, которая дополнительно контролируется или управляется ARG.
- 2012 Модернизация оборудования с заменой измерительных систем.
- 2013 Ввод в эксплуатацию трубопровода EPS и начало работ по утилизации ARG для EPS; завершение формирования пула запасных частей для филиалов.
- 2015 Вывод из эксплуатации калибровочной установки ARG в Антверпене (конце декабря 2015).
- 2019 Перенос офиса в Оберхаузен (с 26 июня).

## Благотворительность
Компания постоянно оказывает  финансовую поддержку нуждающимся. Примерами могут служить пожертвования для команды баскетболистов-колясочников Кёльна или деньги на рождественские подарки для малоимущих города Марль.